# Grotte de Dederiyeh
La grotte de Dederiyeh est un site préhistorique au nord-ouest de la Syrie où ont été mis au jour notamment les restes de 17 Hommes de Néandertal. Le site couvre une période allant de la fin du Paléolithique inférieur à l'Épipaléolithique tardif. La grotte, découverte en 1987, est située à 60 km d'Alep dans la vallée de la rivière Afrin, sur la rive gauche de l'oued Dederiyeh, à une altitude de 450 mètres. Son nom est kurde et signifie «deux entrées».  
Les fossiles de Néandertaliens du Paléolithique moyen de Dederiyeh ont été trouvés dans des couches comportant une industrie moustérienne. Le site présente aussi des niveaux yabroudiens et natoufiens.    

## Description
La grotte a deux ouvertures : l'une est située au fond de la grotte et permet la diffusion de la lumière du jour à l'intérieur ; l'autre fait office d'entrée principale, face à l'oued. La profondeur de la grotte est de 60 mètres, sa largeur, de 10 à 20 mètres, sa hauteur, de 10 mètres. L'entrée de la grotte mesure 15 m de largeur et 8 m de hauteur. 
Quinze couches ont pu être répertoriées sur une séquence stratigraphique de 3 mètres. Les outils découverts dans les mêmes couches archéologiques que les sépultures sont attribués au Moustérien du Levant ; ces couches peuvent être corrélées avec la couche B du site de la Grotte de Tabun en Israël, caractérisée par des pointes Levallois à base large. La phase Tabun B, datée de 60 000 ans environ, couvre «tout le Levant depuis le désert de Judée (Tor Farj, Tor Sabiha), au sud, Kebara, au centre, Dederiyeh et Magracik, au nord». La découverte des fossiles de Néandertal de Dederiyeh suggère que les outils de la phase B de Tabun seraient l'œuvre d'Hommes de Néandertal également, plutôt que d'Homo sapiens.  
La zone du fond de la grotte présente des niveaux du Paléolithique moyen tardif ; c'est là qu'ont été découverts les restes fossiles d'Hommes de Néandertal. 
La zone de l'entrée principale présente une séquence beaucoup plus longue, qui commence à la fin du Paléolithique inférieur et se termine à la fin de l'Épipaléolithique. Elle a livré dans ses couches inférieures des assemblages yabroudiens. 
Le site présente également un niveau natoufien, et a pu être étudié comme une variété septentrionale du Natoufien, culture considérée traditionnellement comme circonscrite au Levant du Sud (datée de 15 000 à 11 000 ans avant le présent).
La séquence de l'Épipaléolithique tardif au sein de la grotte de Dederiyeh comporte une série de constructions semi-circulaires et semi-souterraines, dont un mur droit faisant face à l'entrée principale et un mur curviligne .

## Restes humains et sépultures

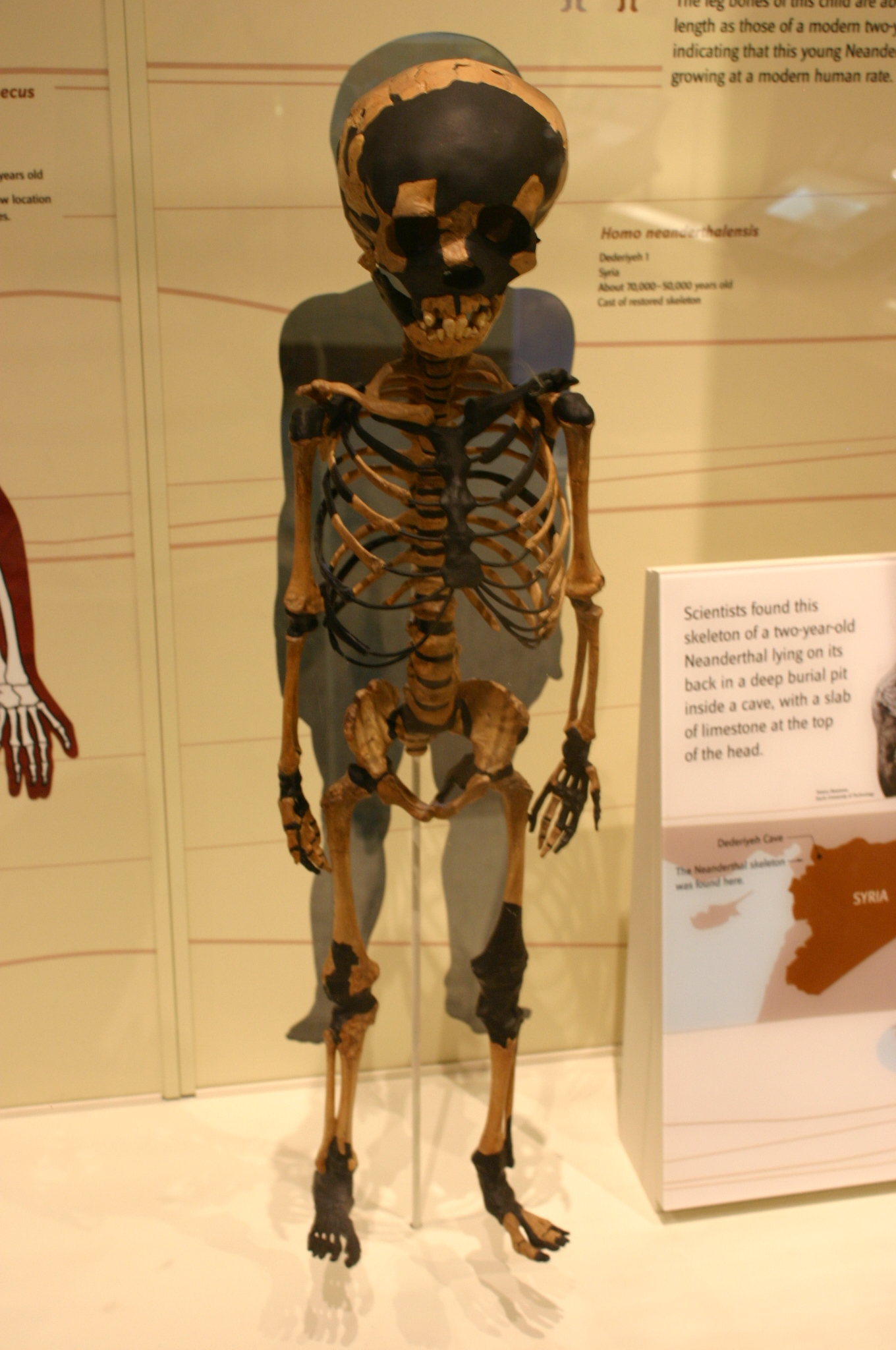
Dederiyeh 1, reconstitution d'un enfant néandertalien d'environ deux ans, Musée national d'histoire naturelle de la Smithsonian Institution

Le site est  célèbre en raison de ses squelettes presque complets de Néandertaliens, notamment celui d’un enfant de 2 ans, Dederiyeh 1, conservé intégralement, enterré de manière intentionnelle, et celui d'un autre enfant du même âge, moins complet, Dederiyeh 2, trouvé dans une fosse ; les deux sont associés à une industrie moustérienne. En 2000, les parties du squelette de 15 autres individus ont été mises au jour puis, en 2009, une troisième sépulture d'enfant.  
Les enfants Dederiyeh 1 et 2 ont été enterrés à l’intérieur de la grotte, qui servait par ailleurs d'habitation familiale. Les sépultures de Néandertaliens dans d'autres sites suggèrent que ce groupe humain pratiquait l'inhumation pour éviter que les corps ne soient dévorés par les animaux sauvages.   

### Dederiyeh 1
En 1993, les archéologues Takeru Akazawa et Sultan Muhesen trouvent le squelette d'un premier enfant néandertalien dans la couche 11 de la grotte, datée de 70 000 à 50 000 ans avant le présent. Il se compose d'environ 200 os. L'enfant repose sur le dos, jambes fléchies ; à proximité de la tête se trouve une dalle en pierre et, près du cœur, un outil en silex. La sépulture consiste en une fosse ronde de 2,5 m de diamètre et de 1,5 m de profondeur, avec un fond plat. La tête reposait probablement sur la dalle en pierre, comme cela été observé pour le Néandertalien de 20-30 ans de Shanidar ; cette position a été rapprochée de celle de l'Enfant néandertalien du Roc de Marsal dont la tête repose sur un "coussin" d'os, et de celle de l'adolescent de l'abri inférieur de Moustier, dont la tête repose sur des outils en pierre. 
Un grand nombre de silex fortement abrasés et cassés, ayant des caractéristiques du Paléolithique moyen sont associés au squelette. 
Le squelette de Dederiyeh 1 a permis de prouver que les enfants de Néandertal avaient une enfance aussi longue que les enfants d'aujourd'hui, alors qu'auparavant on pensait que la durée de leur enfance était brève, proche de celle des primates ; ainsi les os des jambes de Dederiyeh 1 ont à peu près la même longueur que ceux d'un enfant moderne de deux ans. 
Les scientifiques ont tenté de reconstituer le squelette, les mouvements et les séquences de croissance de l'enfant dans le cadre du Projet de reconstitution de Néandertal. L'enfant mesurait environ 80 cm. L'âge de deux ans environ a pu être déterminé grâce aux dents de lait, mais les caractéristiques sexuelles du squelette immature n'étaient pas encore développées, de sorte qu'il est impossible de savoir s'il s'agit d'une fille ou d'un garçon. En comparaison des enfants actuels, la tête de Dederiyeh 1 est plus grande, tout comme l'ensemble des os. Alors que l'os nasal est très gros, le menton, au lieu de se projeter vers l'avant, comme celui des Hommes d'aujourd'hui, fuit quelque peu en arrière. L'os pubien est relativement grand. Les os du visage manquent mais peuvent être reconstitués grâce aux os du visage de Dederiyeh 2, un enfant du même âge. Un modèle complet de l'enfant néandertalien a pu ainsi être proposé, et il a été possible de reconstituer des séquences de mouvement.

### Dederiyeh 2
Au cours de la campagne de fouilles de 1997 et 1998, un squelette d'un deuxième enfant nommé Dederiyeh 2 reposant dans une fosse a été exhumé. La sépulture est datée de 48 000 ans avant le présent.    
La fosse mesure seulement 70 cm sur 50 cm, sa profondeur n'est que de 25 cm ; elle se situe au bas de la couche 3 de la section nord. Elle comportait des outils en silex typiques du Moustérien, des ossements d'animaux, parmi lesquels un grand fragment de carapace de tortue. L'endroit a été interprété comme un lieu de sépulture qui a cependant été perturbé. Les os n'étaient donc plus à leur place d'origine, mais ils pouvaient être attribués à un même individu, parce qu'ils appartenaient tous à la même phase de développement et qu'aucun os n'était en double. La dispersion des os s'explique probablement par l'action de l'eau et l'activité des animaux.

## Restes fauniques
Plus de 70 % des os d'animaux trouvés proviennent de chèvres et de moutons. Les Capra aegagrus et les Ovis ammon représentés dans la couche 11 y dépassent même 80 % des assemblages fauniques. Dans la couche 3, en revanche, leur part diminue de moitié environ, tandis que les cerfs élaphes, les daims de Perse, les sangliers et les aurochs y sont fortement représentés ; ces espèces animales préféraient un climat plus humide et tempéré. En accord avec ce climat, il y avait dans la vallée des forêts, auxquelles correspondent les traces de micocouliersde la couche 3
Quatre phases peuvent être distinguées. Dans les strates 15 à 12, les ongulés vivant dans des zones très sèches dominent. La présence de cette faune se perpétue dans les strates 11 à 7 (la proportion de chèvres sauvages et assimilées est d'environ 80 %), mais la proportion d'animaux vivant dans les steppes et les zones plus tempérées y est plus importante. Dans les couches 6 à 3, la proportion d'animaux des zones tempérées augmente encore fortement, de sorte que les cervidés comptent pour environ 30 % des animaux ; des aurochs apparaissent. Dans les couches 1 et 2, la faune forestière prédomine finalement. Les changements climatiques ont donc déterminé quatre situations environnementales : d'abord une steppe très aride, dans laquelle les Hommes de Néandertal chassaient principalement des chèvres sauvages ; puis les gazelles sont apparues dans un environnement déjà moins sec ; ces phases sèches ont été suivies de deux phases humides, dont l'une est marquée par la présence du cerf élaphe et du daim, et la suivante par celle des animaux de la forêt comme le sanglier. 
Le petit nombre d'os de carnivores, qui forment seulement 0,3 % de la population, indique que les animaux découverts dans la grotte ont été introduits par l'Homme. Cette conclusion est corroborée par le fait que de nombreux os portent des traces d'incisions ; 20,9 % des os présentent des traces de feu. De plus, la composition des proies suggère que les habitants chassaient, mais pouvaient aussi charogner ; Christophe Griggo a supposé que les Néandertaliens chassaient les animaux de taille moyenne et charognaient les très gros animaux comme les aurochs et les rhinocéros.